# Hans Brockhaus
Hans Albert Brockhaus (* 6. Oktober 1888 in Leipzig; † 19. Dezember 1965 in Wiesbaden) war ein deutscher Verleger.

## Werdegang

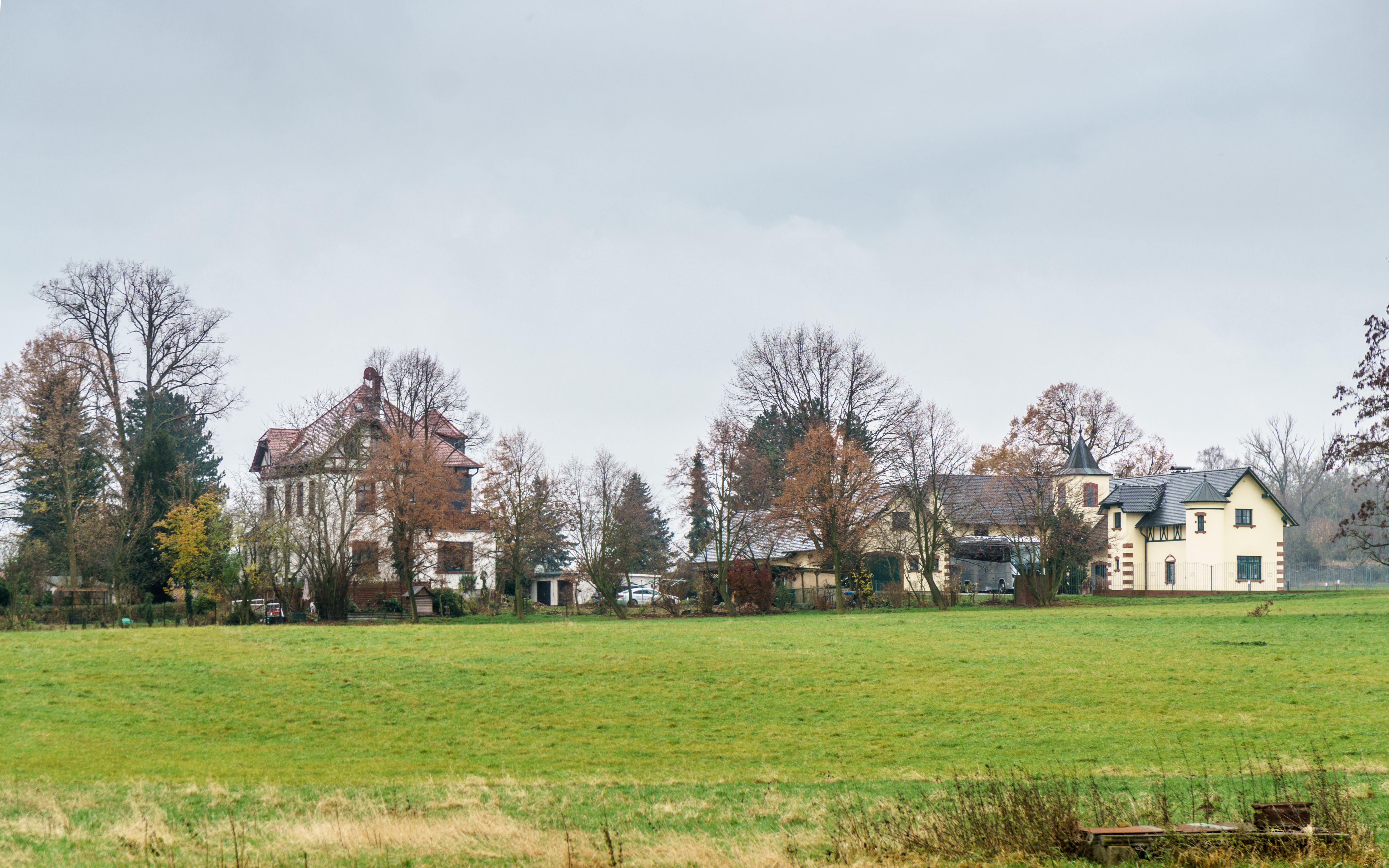
Brockhaus-Villa (links), in Bennewitz. Ot. Zeititz.

Brockhaus kam als Sohn des Verlegers Albert Brockhaus und dessen Ehefrau Marie Georgine, geb. Witt (gest. 1918), zur Welt. Er legte die Reifeprüfung am König-Albert-Gymnasium in Leipzig ab und absolvierte zwischen 1909 und 1914 in Bern, Leipzig, Paris und London eine Ausbildung zum Verlagsbuchhändler. Am 1. Juli 1914 wurde er Mitinhaber des Lexikonverlages F. A. Brockhaus und übersiedelte mit ihm im Juni 1945 nach Wiesbaden. Dort gründete er den Verlag gemeinsam mit Karl Pfannkuch unter dem Namen von Eberhard Brockhaus neu. Der Verlag veröffentlichte später die ersten Brockhaus Enzyklopädien nach dem Zweiten Weltkrieg.

## Ehrungen
- 1953: Verdienstkreuz (Steckkreuz) der Bundesrepublik Deutschland
- 1955: Goethe-Plakette des Landes Hessen
- Ehrendoktorwürde